# Association des musées d'Aix-la-Chapelle

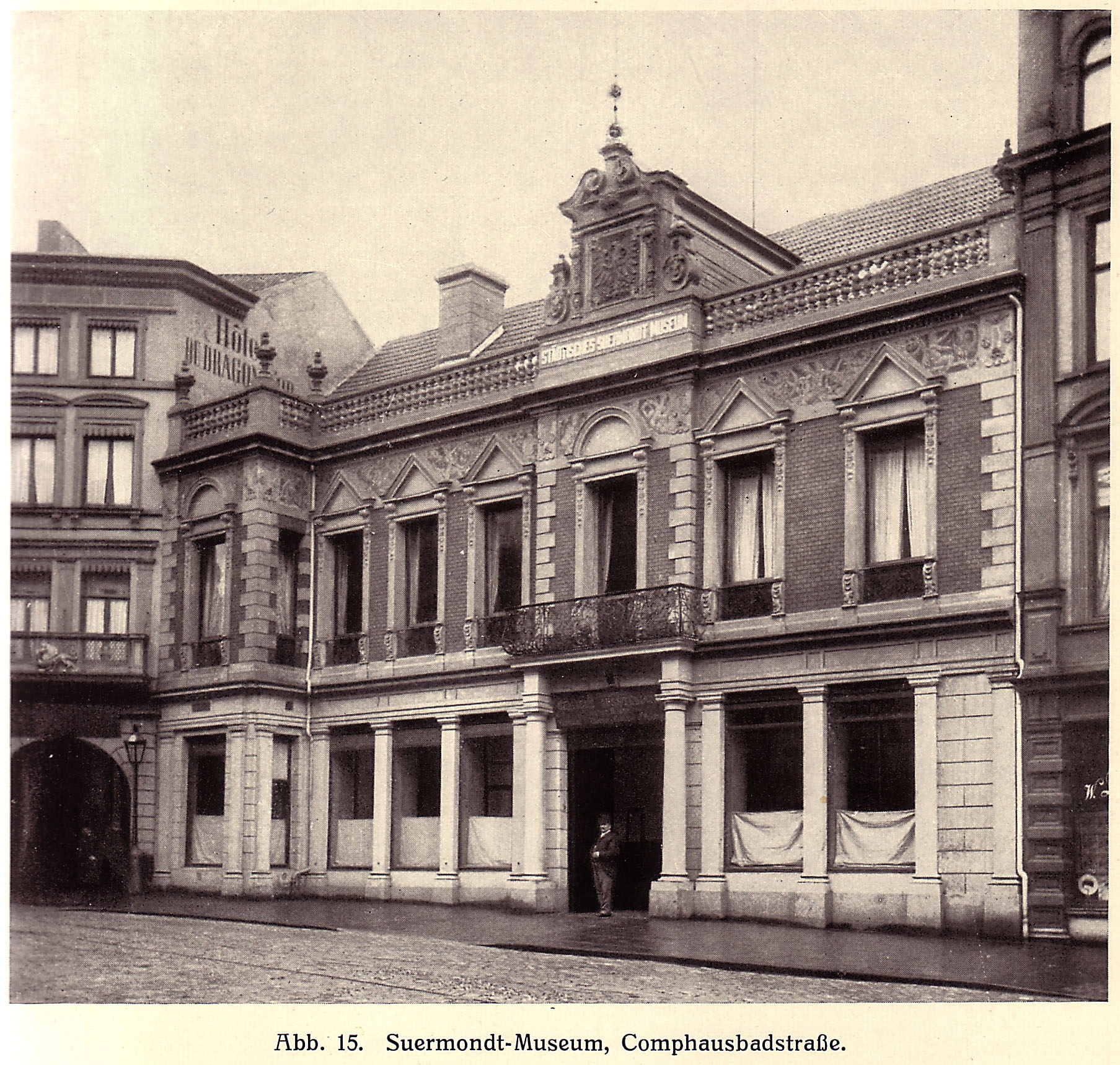
Ancienne redoute d'Aix-la-Chapelle- premier siège de l'Association des musées d'Aix-la-Chapelle

 (mai 2024).
Si vous disposez d'ouvrages ou d'articles de référence ou si vous connaissez des sites web de qualité traitant du thème abordé ici, merci de compléter l'article en donnant les références utiles à sa vérifiabilité et en les liant à la section « Notes et références ».
L'association des musées Aix-la-Chapelle est un regroupement de citoyens intéressés par l'art, fondé le 9 février 1877, dont l'objectif initial est de reprendre d'importantes collections d'art provenant de successions, afin de les conserver durablement pour la postérité et de les présenter lors d'expositions. Six ans plus tard, l'association des musées d'Aix-la-Chapelle est déjà l'association fondatrice du musée Suermondt et se considère aujourd'hui comme une association de promotion des musées de la ville d'Aix-la-Chapelle. L'association a son siège dans l'actuel musée Suermondt-Ludwig dans la Wilhelmstraße à Aix-la-Chapelle.

## Tâches et objectifs
L'association des musées se considère comme le garant de la préservation des musées de la ville issus de fondations citoyennes et contribue à faire connaître leurs collections à un public intéressé par un travail de relations publiques approprié. Pour ce faire, elle organise des séries de conférences dirigées par des historiens de l'art compétents ainsi que des programmes d'expositions temporaires, mais aussi des excursions spécialisées en Allemagne et à l'étranger.
En outre, l'association soutient l'achat et la restauration d'œuvres d'art, l'organisation de vernissages d'expositions ainsi que de nombreuses autres actions dans les musées de la ville. Elle s'engage en outre pour un lien entre l'art ancien et l'art nouveau et encourage en particulier l'ouverture de ses collections à l'art contemporain actuel..
Aujourd'hui, l'association se considère principalement comme une association de soutien aux musées de la ville d'Aix-la-Chapelle, qui comprennent le musée Suermondt-Ludwig, le musée Couven, le musée international du journal (de) et le musée des douanes Friedrichs (de), ainsi que le fonds du musée du château de Frankenberg (de), qui est fermé en 2010, est en partie hébergé dans le Centre Charlemagne (de) am Katschhof (de), nouvellement créé en 2014. L'association entretient une étroite collaboration avec l'association de soutien du Forum Ludwig d'art international.

## Aachener Kunstblätter
À l'initiative de Hermann Schweitzer (de), alors directeur du musée Suermondt, les Aachener Kunstblätter sont publiées par l'association en 1906 en tant qu'organe d'information officiel et forum pour les contributions scientifiques. Le but de ces publications est de donner aux membres, ainsi qu'aux citoyens intéressés par l'art, l'opportunité d'avoir un aperçu des collections existantes ainsi que leur réputation dans l'histoire de l'art. En même temps, ces fiches d'art sont destinées à apporter de nouveaux membres à l'association des musées et de nouveaux mécènes aux musées.
Avec le numéro 15 en 1931 et la montée du national-socialisme, la publication des Aachener Kunstblätter est temporairement interrompue. Ce n'est qu'en 1957, à l'instigation du nouveau président Peter Ludwig (de), que la nouvelle édition de cette série est publiée avec le numéro 16, qui est aujourd'hui l'un des plus importants périodiques d'histoire de l'art en Allemagne. En 2011, le 64e volume est publié, qui commémore principalement Irene Ludwig et l'industriel Bernd Monheim (de), tous deux décédés en 2010.
En 2014, la décision est prise temporairement d'arrêter la publication. Un financement difficile et une demande en baisse sont invoqués comme raison. Cependant, l'association du musée décide finalement de développer un nouveau concept de financement afin de pouvoir continuer, dans la mesure du possible, cette série riche en traditions.
En 2018, le volume 66 des Aachener Kunstblätter est publié dans un format révisé intitulé "Kunst in und aus Aachen". À l'avenir, ils apparaîtront tous les deux ans.

## Histoire

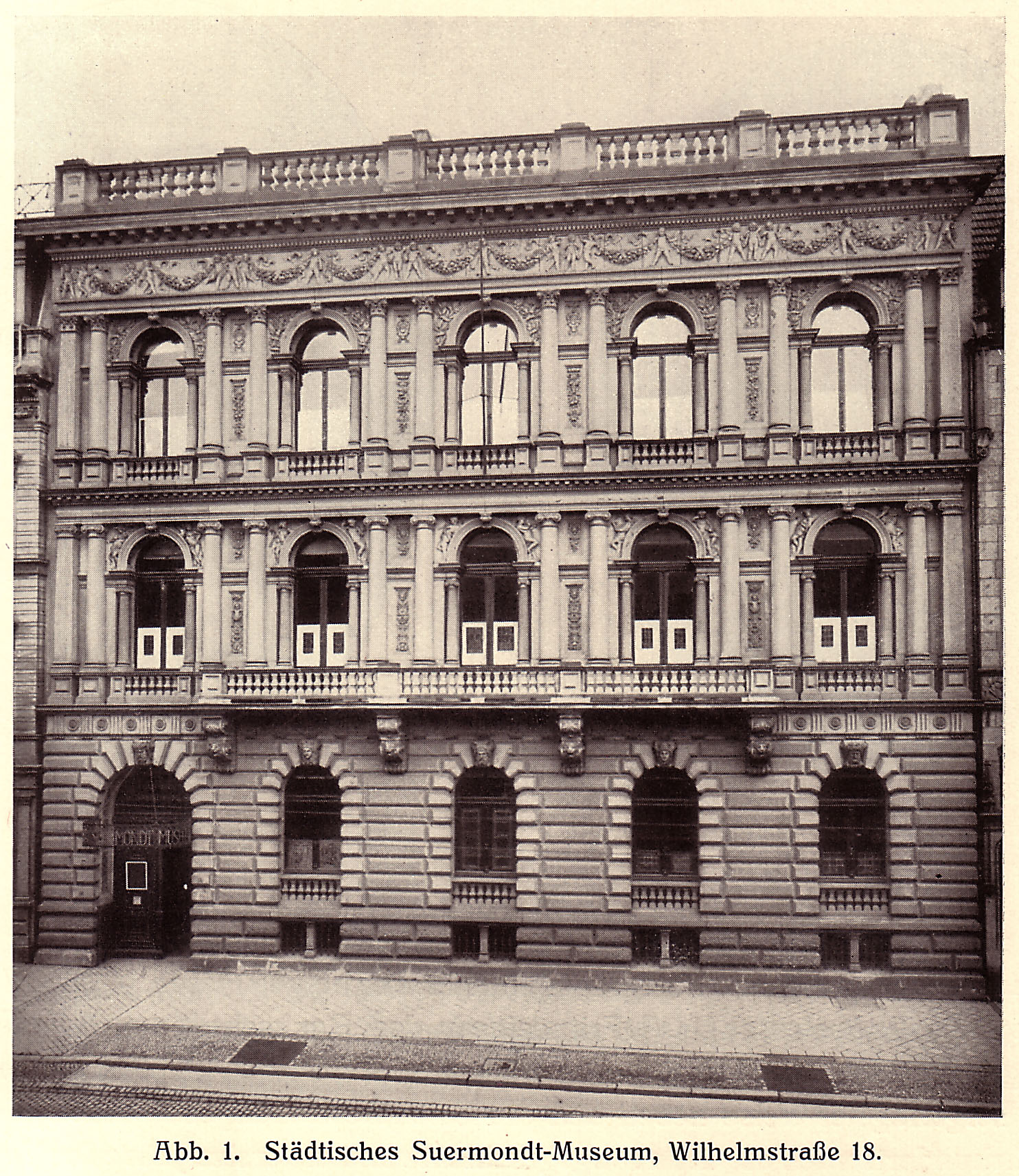
Villa Cassalette - Siège de l'association des musée sdepuis 1901

Déjà avant l'entrée d'Aix-la-Chapelle dans l'Empire prussien, mais de manière plus marquée à partir de cette époque, on s'efforce à Aix-la-Chapelle d'organiser des locaux pour une fondation durable de musées. Mais ce n'est qu'en 1877 que ces efforts sont couronnés de succès, après la création de l'association des musées d'Aix-la-Chapelle et la cession de la partie avant de l'ancienne redoute d'Aix-la-Chapelle (de) à Kombhausbadstraße no 11 par le maire sortant Ludwig von Weise (de). Ces locaux appartiennent à la ville depuis les années 1850 et sont utilisés à plusieurs reprises pour diverses expositions.
Dès l'année suivante, les premières expositions sont organisées, au début avec des objets d'art empruntés. Grâce à l'introduction des cotisations des membres, des collections entières peuvent être achetées et les premières donations officielles viennent s'y ajouter. Très vite, la surface d'exposition prévue ne suffit plus et le maire met à disposition d'autres locaux dans le même bâtiment. En 1882, le banquier et mécène d'art Barthold Suermondt (de) fait don à la ville d'Aix-la-Chapelle de 104 tableaux précieux, qui trouvent également leur place dans l'ancienne Redoute sous la direction de l'association des musées d'Aix-la-Chapelle, l'association décida de créer un musée officiel dans les locaux de la Redoute, dont l'ouverture a finalement lieu le 20 octobre 1883 et est appelé musée Suermondt en référence au donateur principal.
Au cours des années suivantes, d'autres dons importants et parfois importants suivent et les locaux redeviennent trop petits. En conséquence, en 1898, le maire sortant, Philipp Veltman (de), s'arrange pour que la ville d'Aix-la-Chapelle achète la Villa Cassalette (de) sur la Wilhelmstraße et met cette villa à la disposition de l'Association des musées d'Aix-la-Chapelle et de son musée Suermondt, qui rouvre le 26 janvier 1901. À partir de 1916, l'association est dirigée par l'important architecte et agent de construction d'Aix-la-Chapelle Georg Frentzen (de).
À l'initiative du directeur du musée Suermondt, Felix Kuetgens, un autre musée est créé en 1928 dans la maison Fey (de) am Seilgraben, qui est acquise par la ville d'Aix-la-Chapelle, afin d'y exposer la culture de l'habitat bourgeois d'Aix-la-Chapelle des XVIIIe et XIXe siècles. Le musée, ouvert le 1er juillet 1929 et également soutenu par l'association des musées d'Aix-la-Chapelle sous la présidence en exercice de l'époque, Robert von Görschen (de), alors président par intérim, reçoit le nom de musée Couven, du nom des maîtres d'œuvre d'Aix-la-Chapelle, Johann Joseph Couven et son fils Jakob Couven (de).
Le 1er mars 1957, le fabricant et mécène Peter Ludwig reprend la direction de l'association des musées et, avec son épouse Irene Ludwig, enrichit le musée Suermondt avec un prêt permanent de leur collection privée. Cela rend nécessaire une restructuration du paysage muséal dans les années 1960, à la suite de quoi la collection d'art et d'artisanat est transférée au nouveau musée du château de Frankenberg, qui documente également l'histoire de la ville d'Aix-la-Chapelle, des mines de silex de l'âge de pierre aux thermes romains et jusqu'à l'époque de l'industrialisation. Les collections d'art moderne, en particulier celles de la famille Ludwig, trouvent un nouveau foyer dans la "Nouvelle Galerie", qui est installée dans l'Ancienne maison thermale d'Aix-la-Chapelle (de). Le musée Couven lui-même a déjà été rétabli dans la maison Monheim (de) après la Seconde Guerre mondiale, la maison Fey n'étant plus adaptée à cet usage en raison des destructions liées à la guerre.
Le 9 février 1977, à l'occasion du centenaire de l'association du musée, le couple de collectionneurs Ludwig remet à la ville d'Aix-la-Chapelle 193 objets supplémentaires pour le musée Suermondt, qui est alors rebaptisé musée Suermondt-Ludwig. Au début des années 1990, les musées de la ville doivent être à nouveau restructurés. Dans ce cadre, le musée Suermondt-Ludwig est doté d'une extension représentative et la Nouvelle Galerie déménage dans les locaux de l'ancienne usine de parapluies Brauer (de), dans la Jülicher Straße, et s'appelle dès lors "Forum Ludwig pour l'art international". Une fois ces mesures terminées, Peter Ludwig cède en 1994 la présidence de l'association au consul honoraire de Turquie, Hans-Josef Thouet.
Pour ses décennies de service à l'association des musées et aux musées de la ville, Irene Ludwig est nommée membre d'honneur et son mari Peter Ludwig est nommé président d'honneur de l'association, qui reçoit également la bague d'honneur de l'association. L'association n'a décerné qu'un seul autre titre de membre d'honneur à l'ancien maire d'Aix-la-Chapelle, Jürgen Linden (de), en 2010.
En 2014, l'avocat aixois Günter F. Strauch est nommé 1er président élu. Son prédécesseur Hans-Josef Thouet est nommé membre d'honneur à l'unanimité.